# Ecclesia in Asia
Ecclesia in Asia (česky Církev v Asii) je apoštolská exhortace papeže Jana Pavla II., která má sloužit jako plán pro rozšíření římskokatolické víry v Asii. Shrnuje myšlenky a závěry zvláštní asijské synody, která se konala v Římě od 18. dubna do 14. května 1998. Jan Pavel II. ji oficiálně vyhlásil 6. listopadu 1999 v indickém Dillí.
Papežský dokument se skládá z úvodu, sedmi kapitol a závěru. Úplný název dokumentu: Postsynodální apoštolská exhortace Ecclesia in Asia Svatého otce Jana Pavla II. biskupům, kněžím a jáhnům, řeholníkům a řeholnicím a všem věřícím laikům – o Ježíši Kristu Spasiteli a jeho poslání lásky a služby v Asii „...aby měli život a měli ho v hojnosti“ – J 10, 10 (Kral, ČEP).

## Témata
Papež se v něm dotkl témat historie křesťanství na asijském kontinentu (Kristus byl Asiat), inkulturace, evangelizace, ekumenismu, socioekonomických otázek, lidských práv, rodinného života a masmédií.
Kromě výše uvedených obecných témat papežský dokument zdůraznil význam přítomnosti mnoha řeholních rodin na asijském kontinentu, které pracují pro asijské komunity v tak důležitých oblastech, jako je zdravotnictví a vzdělávání. V kapitole VII. – Svědkové evangelia – papež zmínil mocný zástup asijských mučedníků starověku i novověku.